# Agrituristi
Agrituristi è un album di Benito Urgu, pubblicato nel 2004 da Frorias Edizioni.

## Tracce
Tutti i brani e le gag sono di Benito Urgu.
1. Agrituristi (Parte Prima) – 11:24
2. Lezione (Parte Prima) – 4:56
3. Abruzzo – 3:20
4. Agrituristi (Parte Seconda) – 5:50
5. Lezione (Parte Seconda) – 7:40
6. Polleria – 6:08

Durata totale: 39:18